# Derk Boerrigter
Derk Boerrigter (Oldenzaal, 16 oktober 1986) is een Nederlands voormalig voetballer die als aanvaller speelde. Hij kwam uit voor AFC Ajax, HFC Haarlem, FC Zwolle, RKC Waalwijk en Celtic FC.

## Clubcarrière

### Ajax (eerste periode)
Boerrigter kwam in zijn jeugd uit voor Quick'20 uit Oldenzaal. Op zijn twaalfde werd hij gescout en aangetrokken door FC Twente, waar hij de verschillende jeugdelftallen doorliep en uiteindelijk deel uitmaakte van de voetbalacademie. Als speler van de A1 maakte hij indruk bij zowel Ajax als PSV. In de zomer van 2005 tekende hij een tweejarig contract bij Ajax, waar hij werd toegevoegd aan de beloften. Boerrigter maakte enkele keren zijn opwachting bij de eerste selectie van de club, maar kwam uiteindelijk niet verder dan de reservebank.

### Verhuur aan Haarlem
Toen hij na anderhalf seizoen ook bij het tweede elftal op een zijspoor dreigde te belanden, werd hij in de winterstop uitgeleend aan Haarlem. Voor deze club maakte hij zijn debuut in de Eerste divisie en scoorde hij in acht wedstrijden één doelpunt.

### FC Zwolle
Nadat zijn contract bij Ajax in de zomer van 2007 afliep, tekende Boerrigter een eenjarig contract met een optie voor nog een jaar bij FC Zwolle. Hij werd hier basisspeler, speelde geregeld en maakte elf doelpunten in 63 competitieduels. Zijn prestaties bleven niet onopgemerkt.

### RKC Waalwijk
In 2009 maakte hij de overstap naar RKC Waalwijk. Op 1 augustus 2009 maakte hij zijn debuut in de Eredivisie in een wedstrijd van RKC tegen FC Utrecht. Bij RKC werd Boerrigter al snel een basisspeler. In het seizoen 2010/11 is Boerrigter een belangrijke, bepalende speler bij RKC die mede voor de titel van RKC zorgde. Hierdoor kwam er belangstelling uit de Eredivisie.

### Ajax (tweede periode)
Op 21 mei 2011 maakte Boerrigter zelf bekend rond te zijn met Ajax en (wederom) Ajacied te zijn geworden. Op 31 mei 2011 werd zijn komst officieel wereldkundig gemaakt. Boerrigter tekende een contract tot 2014 en kreeg rugnummer 21 toegewezen voor het seizoen 2011/12. Hij maakte zijn debuut op het veld op 30 juli 2011 tijdens de met 2-1 verloren wedstrijd om de Johan Cruijff Schaal tegen FC Twente. In de 66e minuut verving hij de eveneens debuterende Kolbeinn Sigþórsson. In zijn eerste eredivisiewedstrijd voor Ajax tegen De Graafschap scoort hij meteen zijn eerste doelpunt. In zijn tweede eredivisiewedstrijd voor Ajax tegen sc Heerenveen scoorde hij ook zijn tweede doelpunt, eveneens gaf hij een goede voorzet op Kolbeinn Sigþórsson.
Op 14 april 2013 was Boerrigter matchwinner in de uitwedstrijd bij PSV. In de 75e minuut kwam hij in de ploeg voor Christian Poulsen en in de 77e minuut zette hij de 2-3, tevens de eindstand, op het bord. Door deze overwinning kwam Ajax 5 punten los van nummer 2 Vitesse en 6 punten los van PSV en Feyenoord.
Boerrigter maakte de gehele voorbereiding van het seizoen 2013/14 mee bij Ajax. Op 13 juli 2013 scoorde hij een hattrick in een vriendschappelijke wedstrijd tegen zijn oude club RKC Waalwijk. Boerrigter moest de Johan Cruijff Schaal die werd gewonnen door Ajax op 27 juli 2013 aan zich voorbij laten gaan door een enkelblessure.

### Celtic
Op 28 juli 2013 kwam het gerucht naar buiten dat Boerrigter voor 3,5 miljoen euro een transfer zou maken naar Celtic. Nadat hij door de medische keuring was gekomen, werd op 30 juli door Celtic bekendgemaakt dat Boerrigter een contract voor vier jaar had getekend en een dag later direct beschikbaar zou zijn voor een wedstrijd tegen Elfsborg, in de derde voorronde van de UEFA Champions League. Door een enkelblessure was Boerrigter genoodzaakt om die wedstrijd te laten lopen. Op 3 augustus 2013 maakte Boerrigter zijn officiële debuut voor Celtic, in een competitiewedstrijd thuis tegen Ross County FC.
De samenwerking tussen de club en Boerrigter werd echter, mede door een aantal blessures, geen succes. In zijn eerste seizoen werd hij voornamelijk als reservespeler gebruikt. Aan het begin van zijn tweede seizoen mocht hij nog tweemaal opdraven als invaller, in de competitie tegen St. Johnstone FC en in de voorronde van de UEFA Champions League tegen NK Maribor. Hierna maakte de club geen gebruik meer van de aanvaller. In december 2015 werd hij door trainer Ronny Deila definitief uit de A-selectie verwijderd. Op 4 april 2016 kwam hij met de club tot overeenstemming over het ontbinden van zijn contract. Hij had op dat moment al meer dan anderhalf jaar geen wedstrijd meer gespeeld voor de club. Hij speelde uiteindelijk 26 wedstrijden voor Celtic, waarvan het merendeel invalbeurten waren en scoorde één doelpunt.
Hierna vond hij geen nieuwe club meer en in maart 2018 werd bekend dat Boerrigter gestopt was.

## Interlandcarrière

### Nederlands Elftal
Op 4 november 2011 werd bekend dat Boerrigter door bondscoach Bert van Marwijk opgenomen was in de selectie van het Nederlands voetbalelftal voor de oefenwedstrijden tegen Zwitserland en Duitsland. Aanvankelijk was het onduidelijk of hij fit genoeg was om deel te nemen aan de wedstrijd, tot op 7 november bekend werd dat zijn rugblessure niet ernstig was, alhoewel de eerste training van Oranje niet door Boerrigter werd bijgewoond. Nadat er geen progressie zat in het herstel van zijn rugblessure, werd Boerrigter vervangen door Roy Beerens bij Oranje.

## Carrièrestatistieken
| Seizoen         | Club             |                    | Competitie           | Competitie | Competitie | Beker | Beker | Internationaal | Internationaal | Overig | Overig | Totaal | Totaal |
| Seizoen         | Club             | Wed.               | Competitie           | Dlp.       | Wed.       | Dlp.  | Wed.  | Dlp.           | Wed.           | Dlp.   | Wed.   | Dlp.   |        |
| --------------- | ---------------- | ------------------ | -------------------- | ---------- | ---------- | ----- | ----- | -------------- | -------------- | ------ | ------ | ------ | ------ |
| 2006/07         | Ajax             | Vlag van Nederland | Eredivisie           | 0          | 0          | 0     | 0     | 0              | 0              | 0      | 0      | 0      | 0      |
| Club totaal     | Club totaal      | Club totaal        | Club totaal          | 0          | 0          | 0     | 0     | 0              | 0              | 0      | 0      | 0      | 0      |
| 2006/07         | → Haarlem (huur) | Vlag van Nederland | Eerste divisie       | 8          | 1          | 0     | 0     | —              | —              | —      | —      | 8      | 1      |
| Club totaal     | Club totaal      | Club totaal        | Club totaal          | 8          | 1          | 0     | 0     | 0              | 0              | 0      | 0      | 8      | 1      |
| 2007/08         | FC Zwolle        | Vlag van Nederland | Eerste divisie       | 32         | 3          | 4     | 2     | —              | —              | —      | —      | 36     | 5      |
| 2008/09         | FC Zwolle        | Vlag van Nederland | Eerste divisie       | 31         | 8          | 1     | 0     | —              | —              | 1      | 0      | 33     | 8      |
| Club totaal     | Club totaal      | Club totaal        | Club totaal          | 63         | 11         | 5     | 2     | 0              | 0              | 1      | 0      | 68     | 13     |
| 2009/10         | RKC Waalwijk     | Vlag van Nederland | Eredivisie           | 31         | 7          | 1     | 0     | —              | —              | —      | —      | 32     | 7      |
| 2010/11         | RKC Waalwijk     | Vlag van Nederland | Eerste divisie       | 33         | 18         | 5     | 4     | —              | —              | —      | —      | 38     | 22     |
| Club totaal     | Club totaal      | Club totaal        | Club totaal          | 64         | 25         | 6     | 4     | 0              | 0              | 0      | 0      | 70     | 29     |
| 2011/12         | Ajax             | Vlag van Nederland | Eredivisie           | 17         | 7          | 1     | 2     | 4              | 1              | 1      | 0      | 23     | 10     |
| 2012/13         | Ajax             | Vlag van Nederland | Eredivisie           | 30         | 5          | 5     | 0     | 8              | 1              | 0      | 0      | 43     | 6      |
| Club totaal1    | Club totaal1     | Club totaal1       | Club totaal1         | 47         | 12         | 6     | 2     | 12             | 2              | 1      | 0      | 66     | 16     |
| 2013/14         | Celtic           | Vlag van Schotland | Scottish Premiership | 15         | 1          | 3     | 0     | 5              | 0              | —      | —      | 23     | 1      |
| 2014/15         | Celtic           | Vlag van Schotland | Scottish Premiership | 1          | 0          | 0     | 0     | 2              | 0              | —      | —      | 3      | 0      |
| 2015/16         | Celtic           | Vlag van Schotland | Scottish Premiership | 0          | 0          | 0     | 0     | 0              | 0              | —      | —      | 0      | 0      |
| Club totaal     | Club totaal      | Club totaal        | Club totaal          | 16         | 1          | 3     | 0     | 7              | 0              | 0      | 0      | 26     | 1      |
| Carrière totaal | Carrière totaal  | Carrière totaal    | Carrière totaal      | 198        | 50         | 20    | 8     | 19             | 2              | 2      | 0      | 239    | 60     |

1 N.B. Dit betreft een clubtotaal, dus een totaal van beide periodes bij AFC Ajax.

Bijgewerkt t/m 26 augustus 2015

## Erelijst
| Competitie                    |              |                  |              |              |
| Competitie                    | Aantal       | Jaren            |              |              |
| RKC Waalwijk                  | RKC Waalwijk | RKC Waalwijk     | RKC Waalwijk | RKC Waalwijk |
| ----------------------------- | ------------ | ---------------- | ------------ | ------------ |
| Kampioenschap Eerste divisie  | 1x           | 2010/11          |              |              |
| Ajax                          |              |                  |              |              |
| Nederlands landskampioenschap | 2x           | 2011/12, 2012/13 |              |              |
| Johan Cruijff Schaal          | 1x           | 2013             |              |              |
| Celtic                        |              |                  |              |              |
| Schots landskampioenschap     | 2x           | 2013/14, 2014/15 |              |              |